# Lista de municípios do Amapá por PIB
Lista das Cidades do Estado do Amapá por PIB - Produto Interno Bruto - de 2009.

## PIB dos municípios
| Posição | Posição | Município               | PIB       | Alteração |
| Em 2013 | Mudança | Município               | PIB       | Alteração |
| ------- | ------- | ----------------------- | --------- | --------- |
| 1       | (0)     | Macapá                  | 5.215.130 | Aumento   |
| 2       | (0)     | Santana                 | 1.242.259 | Aumento   |
| 3       | (0)     | Oiapoque                | 355.747   | Aumento   |
| 4       | (0)     | Laranjal do Jari        | 236.269   | Aumento   |
| 5       | (1)     | Porto Grande            | 172.454   | Aumento   |
| 6       | (1)     | Mazagão                 | 138.013   | Aumento   |
| 7       | (3)     | Serra do Navio          | 129.002   | Aumento   |
| 8       | (1)     | Tartarugalzinho         | 122.824   | Aumento   |
| 9       | (1)     | Calçoene                | 115.198   | Aumento   |
| 10      | (0)     | Vitória do Jari         | 116.648   | Aumento   |
| 11      | (1)     | Pedra Branca do Amapari | 116.318   | Baixa     |
| 12      | (1)     | Amapá                   | 89.530    | Aumento   |
| 13      | (1)     | Ferreira Gomes          | 77.611    | Aumento   |
| 14      | (0)     | Cutias do Araguary      | 63.803    | Aumento   |
| 16      | (0)     | Itaubal                 | 37.996    | Aumento   |
| 15      | (0)     | Pracuuba                | 37.162    | Aumento   |